# Виноградное (Приднестровье)
Виногра́дное — село в Григориопольском районе непризнанной Приднестровской Молдавской Республики. Административный центр Винограднянского сельсовета.

## География
Село расположено на расстоянии 16 км от города Григориополь и 73 км от Кишинёва.

## Население
По данным 2004 года, в селе Виноградное проживало 976 человек. На 2015 год - 487 человек.

## История
Село Виноградное было образовано 11 июня 1964 года из населённого пункта центральной усадьбы совхоза имени Горького.